# جوردن ساندرسون
جوردن ساندرسون (بالإنجليزية: Jordan Sanderson)‏ هو لاعب كرة قدم بريطاني في مركز الوسط، ولد في 7 أغسطس 1993 في Chingford ‏ في المملكة المتحدة. لعب مع إبسفليت يونايتد وكولتشستر يونايتد ونادي تشيلمسفورد ونادي ليويس.

## وصلات خارجية
- جوردن ساندرسون على موقع قاعدة بيانات كرة القدم.إي يو (الإنجليزية)
- جوردن ساندرسون على موقع Soccerbase.com (لاعب) (الإنجليزية)
- جوردن ساندرسون على موقع Soccerway.com (الإنجليزية)